# Ајрон Мен (филм из 2008)
Ајрон Мен (енгл. Iron Man) је амерички научнофантастични суперхеројски филм из 2008. године редитеља Џона Фавроа, заснован на Марвеловом стрипу о суперхероју Ајрон Мену. Продуценти филма су Кевин Фајги и Ави Арад. Сценаристи су Марк Фергус, Хок Отсби, Артур Маркум и Метју Холовеј по истоименом стрипу Стена Лија, Ларија Либера, Дона Хека и Џека Кирбија. Музику је компоновао Рамин Џавади. Ово је први филм у серији филмова из Марвеловог филмског универзума. Насловну улогу тумачи Роберт Дауни Млађи, а у осталим улогама су Теренс Хауард, Џеф Бриџиз, Шон Туб и Гвинет Палтроу.
Филм о Ајронмену су развијали Јуниверсал пикчерс, Фокс и Њу лајн синема, неколико пута од 1990, пре него што је студио Марвел повратио филмска права за овог лика 2006. године. Марвел је покренуо продукцију филма, као свој први само-финансирајући филм, док је дистрибуцију радио студио Парамаунт пикчерс. Џон Фавро је најављен као режисер у априлу 2006. године, а суочио се са противљењем Марвела приликом покушаја да додели Даунију насловну улогу; ипак глумац је потписао у септембру. Снимање је трајало од марта до јуна 2007, углавном у Калифорнији, како би се филм разликовао од бројних других прича о суперхеројима који су постављени у окружењима Њујорка. Током снимања, глумци су могли слободно да креирају своје дијалоге, јер је пред-продукција била усмерена на причу и радњу. Гумена и метална верзија оклопа, коју је креирала компанија Стива Винстона, била су помешана са компјутерски-генерисаним сликама, како би се створио насловни јунак.
Филм је премијерно приказан 14. априла 2008. године у Сиднеју, а пуштен је у америчке биоскопе 2. маја исте године. Буџет филма је износио 140 милиона долара, а зарада од филма је износила 585,3 милиона долара, што га чини осмим филмом по заради из 2008. године. Филм је добио похвале за глуму (нарочито Даунијеву), сценарио, режију, визуелне ефекте и акционе сцене. Амерички филмски институт га је сврстао међу десет најбољих филмова из 2008. године, а био је номинован и за два Оскара; за најбољу монтажу звука и најбоље визуелне ефекте. Године 2010. снимљен је наставак Ајронмен 2, а 2013. године изашао је трећи део, назван Ајронмен 3.

## Радња
Смрћу свог оца Хауварда, Тони Старк наслеђује све уговоре о војно-техничкој сарадњи са Војском Сједињених Држава. Он одлази у Авганистан да би показао ново оружје. Током ракетног напада Талибана, Старк бива озбиљно повређен шрапнелом који му завршава свега неколико центиметара од срца. Жеља терориста који га заробљавају је да им изгради ракету Џерико, која има изузетну разорну моћ. Старк са др Јинсеном, који је такође заточеник, уместо ракете израђују специјални оклоп, која добија енергију из малог реактора, уграђеног у Старков грудни кош. Њих двојица планирају бег из заточеништва. Током акције ослобађања терористи убијају Јинсена. Старка проналази армија у пустињи. Вративши се у САД, изјављује, да се „Старк индустрија” повлачи из производње оружја. Његов пословни партнер Обадаја Стејн и Управни одбор компаније одлучује да компанија без Старковог знања настави са производњом оружја.
Старк у међувремену ради на развоју свог специјалног оклопа, а његов реактор постаје моћнији. Открива да је Стејн тај који је наговорио Управни одбор да настави са производњом оружја и због тога одлучује да одлети у Авганистан и одбрани село Гулмиру од терориста. Успева да уништи оружја своје производње које је продао Стејн, као и „Џерико” ракету. Приликом своје акције, Старка пресреће Ваздухопловство САД, где је у служби и његов пријатељ Џејмс „Роуди” Родус. После борбе са два Ф-22 Рептор авиона, признаје Роудију да је он тај који лети у забрањеној зони. При Стејновој посети терористичкој организацији „Десет прстенова”, Раза, њихов вођа, предаје му Тонијеве дизајне, након чега га овај убија.
Пепер Потс види снимак који доказује да је Стејн организовао киднаповање Старка у Авганистану, као и да сарађује са терористима. Стејн сазнаје да је Пепер успела узети податке са компјутера. Пепер среће агенте тајне организације ШИЛД и они крећу да ухапсе Стејна. Обадаја, који има прототип оклопа сличан Тонијевом, краде му реактор из груди, оставивши га да умре. Роуди проналази онесвешћеног Старка који покушава да искористи свој стари реактор.
Стејн и Старк се боре на улицама Лос Анђелеса. Старк побеђује свог противника, и после победе на конференцији за новинаре признаје да је он суперхерој, речима: „Ја сам Ајронмен!”
У пост-кредит сцени Ник Фјури се тајно састаје са Тонијем Старком како би га уверио „да није једини суперхерој на свету”.

## Улоге
| Глумац             | Улога                        |
| ------------------ | ---------------------------- |
| Роберт Дауни млађи | Тони Старк / Ајрон Мен       |
| Теренс Хауард      | пуковник Џејмс „Роуди“ Роудс |
| Џеф Бриџиз         | Обадаја Стејн / Ајрон Монгер |
| Гвинет Палтроу     | Вирџинија „Пепер“ Потс       |
| Џон Фавро          | Хепи Хоган                   |
| Лесли Биб          | Кристин Еверхарт             |
| Фаран Тахир        | Раза                         |
| Шон Туб            | Јинсен                       |
| Кларк Грег         | Фил Колсон                   |
| Пол Бетани         | Џарвис (глас)                |
| Самјуел Л. Џексон  | Ник Фјури (камео)            |